# Satires (Juvénal)
Pour les articles homonymes, voir Satire (homonymie).
Les Satires sont une œuvre poétique écrite par l'écrivain latin Juvénal en hexamètres dactyliques.

## Satires

### Satire I
Juvénal justifie son projet d'écrire des satires par sa colère à l'encontre de ses concitoyens, notamment contre ceux qui obtiennent les honneurs et la richesse par la malhonnêteté. Le sujet de ses satires : tout ce que font les hommes.
Mais il est dangereux de s'attaquer aux vivants, alors l'auteur choisit de parler des morts.

### Satire II
Le poète s'en prend aux débauchés : les philosophes (surtout les stoïciens) et les politiciens qui pratiquent l'adultère et font des lois pour punir les femmes ; les hypocrites et ceux qui affichent fièrement leurs débauches ; un exemple célèbre : Othon.

### Satire III
Juvénal fait parler son ami Umbricius qui quitte Rome pour s'installer à Cumes. La satire s'en prend à l'influence des Grecs qui entretiennent le goût du luxe, à l'inutilité du clientélisme, à la cupidité, au mépris des pauvres, à la vénalité. À cela s'ajoutent le mauvais état des habitations, les embarras de Rome, les dangers de la nuit. Juvénal termine sur un éloge de la vie à la campagne.

### Satire IV
Juvénal se moque maintenant des mœurs débauchées de Néron le Chauve (Domitien) et de sa cour. Un pêcheur offre à l'empereur un turbot magnifique. Le pêcheur n'avait, d'ailleurs, pas d'autres choix que de l'offrir car un si beau poisson serait nécessairement parvenu à Néron. Néron convoque les sénateurs. Ils débattent comme s'il en allait des intérêts de l'État et se montrent plus adulateurs les uns que les autres.

### Satire V
Trébius, client de Virron est reçu par celui-ci quand il vient chercher sa sportule. On sert à Trébius et aux autres clients un vin au goût de vinaigre dans de la vaisselle ébréchée, alors que Virron boit un excellent vin vieux dans des coupes ornées de gemmes. La différence entre les mets est analogue. Le riche humilie le pauvre pour se faire admirer. Mais le pauvre qui a la lâcheté de supporter ce traitement s'en montre digne.

### Satire VI
Satire destinée à Postumus qui veut se marier. Juvénal insiste sur la difficulté de trouver une épouse honnête. Suivent de nombreux exemples, entre autres, Messaline et les femmes gladiatrices. Le poète reprend le thème récurrent de la dégradation des mœurs depuis que le luxe a envahi la république romaine après les victoires sur Carthage et il donne des exemples de luxe outrancier puis de femmes infréquentables : les femmes trop pieuses, les femmes astrologues, les empoisonneuses qui tuent pour s'emparer de la fortune de leur mari. Il termine en justifiant le ton tragique que sa satire a pris : il juge que les meurtrières cupides d'Italie sont encore plus monstrueuses que les héroïnes qui tuent par passion comme Clytemnestre.
Idem, ci-dessus satire V
Cette satire est connue pour être la source de la citation latine Quis custodiet ipsos custodes?, « Qui gardera les gardiens ? ».

### Satire VII
Cette satire traite de la misère des gens de lettres
Les poètes ne peuvent plus vivre de leurs vers. Et pourtant si Virgile eût été pauvre il n'aurait pas pu écrire de grandes choses. La réputation ne suffit pas pour vivre.
Les historiens ne sont pas mieux prisés.
Les rhéteurs, les orateurs vivent aussi dans la pauvreté. Les exceptions s'expliquent par les mystères des destins
Les "grammatici" ou maîtres de littérature sont peu payés. Juvénal expose les exigences des parents à l'égard des précepteurs. Si on en tient compte les précepteurs devraient bénéficier d'un salaire égal à celui d'un gladiateur victorieux.

### Satire VIII
Sur les nobles.
A quoi sert-il d'exhiber les portraits de ses ancêtres si l'on mène une vie de débauché ? Un bon gouverneur de province respecte les lois. Les noms illustres des mauvais grossit, par effet de comparaison, leur injustice.
De sénateurs se font conducteurs de char ou acteurs ! et pourtant Néron n'est plus là pour les y contraindre.
Par contre des citoyens sans noblesse comme Cicéron, Marius ou les Decius ont atteint les plus grands honneurs.

### Satire IX
Un dialogue entre Juvénal, Virron et Naevolus développe l'idée qu'il est impossible de garder un secret. Un maître surtout n'a pas de secrets pour ses esclaves. Et ce qu'ils ne savent pas ils l'inventent et le divulguent. Ainsi le maître devient esclave de ses esclaves.
Le pauvre Naevolus estime que la Bonne Fortune est à son égard aussi sourde que l'était Ulysse quand il passait devant les sirènes.

### Satire X
Sur les vœux. Ils sont inscrits dans les temples.
Les plus nombreux portent sur les richesses et les honneurs ; choses superflues et dangereuses. Par exemple Séjan traîné aux gémonies sans aucune preuve de crime, sur simple délation ; des orateurs comme Cicéron et Démosthène ; les sorts tragiques d'Hannibal et d'Alexandre.
Viennent ensuite les vœux de longue vie. Le poète raconte d'horribles vieillesses. De plus la vieillesse est cause de souffrance dans le corps et dans l'esprit, illustrées par celles de Nestor, de Priam ou Pompée.
Les vœux de beauté concernent surtout les filles. Mais la beauté fut cause de viol et de mort pour Lucrèce.
Juvénal termine cette satire par une conclusion morale : les dieux savent mieux que nous ce qui nous convient. S'il faut toutefois leur demander quelque chose, que ce soit :"Mens sana in corpore sano", et une morale de la modération. Le reste dépend de la Fortune.
Idem satire VIII
Cette satire est connue pour être la source des citations latines mens sana in corpore sano, « un esprit sain dans un corps sain » et Panem et circenses « Du pain et des jeux ».

### Satire XI
Certains se ruinent pour la bonne chère. Le poète invite des amis à sa table. Les mets y sont des produits de ses terres, la maison est modeste, ses esclaves sont gens du cru et pour distraction on lira Homère et Virgile sans artifices, de tels vers se suffisent à eux-mêmes.
Idem satire VIII

### Satire XII
A Corvinus. Catulle est de retour.
Catulle a jeté tous ses biens à la mer, pendant une tempête, pour sauver sa vie. Au contraire certains vivent pour leurs biens.
Juvénal fête son retour. Mais il sait qu'il trouvera difficilement quelqu'un pour sacrifier une caille en l'honneur de Catulle car Catulle a trois héritiers. S'il était sans enfants les captateurs de testaments offriraient des hécatombes d'éléphants s'ils en trouvaient à acheter. Certains même sacrifieraient leurs esclaves. Voire quelque vierge. Ceux-ci n'aimeront jamais ni ne seront jamais aimés.

### Satire XIII
A Calvinus.
L'homme est l'ultime juge de soi-même. Un débiteur refuse de restituer un dépôt à Calvinus, inutile de prendre à partie les hommes et les dieux . Nous sommes à l'âge de fer. Les hommes pratiquent le mal. Suivent des exemples. Les dieux n'appliquent aucune justice. Calvinus serait bien le seul à qui un dépôt eût été rendu. Et ce grief est un des plus légers au milieu de tant d'autres. 
Les coupables cependant croient au fond d'eux-mêmes que les dieux punissent toujours les crimes. Leur conscience les torture toujours. Cependant leur mauvaise nature les pousse toujours à commettre d'autres méfaits.
Idem satire VIII

### Satire XIV
A Fulcinus.
Les enfants suivent toujours les exemples qu'on leur donne. On leur doit le plus grand respect. De tous les vices, celui que les enfants sont le moins enclins à imiter, est l'avarice qui, d'une certaine façon ressemble à la vertu. Juvénal glisse un portrait de l'avare. Le plus grand des vices et celui qui cause le plus de crimes est la cupidité sans frein de vouloir toujours s'enrichir. Suit une louange de l'austérité des anciens Romains. Le luxe cause de crime, est aussi cause de folie, comme celle d'affronter les dangers de la navigation pour faire du commerce. Diogène n'avait pas ces soucis. Suivre les conseils d'Epicure : se contenter du nécessaire.

### Satire XV
A Volusius Bithynicus.
Un fait extraordinaire s'est produit en la Thébaïde d'Egypte, sous le consulat de Junius. Un crime qui dépasse toutes les tragédies puisqu'il est le crime de peuples entiers, chacun croyant que ses dieux sont les seuls vrais. Les habitants de Tentyra attaquèrent ceux d'Ombos pendant qu'ils célébraient leur fête. Les Tentyrites prirent un de leurs adversaires. Ils le découpent à vif et le mangent. Le fondateur du monde a fait les hommes doués d'affections mutuelles et capables de s'associer pour leur sécurité, aptitudes qui se perdent. Dans les derniers vers Juvénal rappelle que Pythagore s'abstenait de manger des animaux.
La Satire XV, adressée à un certain Volusius Bithynicus, compte 174 vers et aurait été composée au plus tôt en 128. Elle fait référence à une rixe entre fêtards qui dégénère en un acte d'anthropophagie qui s'est déroulé en Égypte en 127. Le texte est une violente critique de la religion et des mœurs de la société égyptienne. Elle sera d'ailleurs citée dans les Essais de Montaigne.

### Satire XVI
A Gallus.
Les avantages du métier de soldat : 
On ne craint pas la justice des civils lorsque l'on a commis une exaction contre l'un d'eux.
Les revenus du soldat, du vivant de son père ne sont pas comptés dans le cens. Le soldat a donc le droit de faire son propre testament et ses revenus n'entrent pas dans le partage des biens de la famille.
Réf. Texte latin. notamment in Perse et Juvénal. Texte et traduction. Ed Tarteron 1689

### Traductions modernes
Un ouvrage imprimé à Paris chez V. Sertenas en 1544 s'intitulait : Quatre Satyres de Juvénal, translatées de latin en francoys par Michel d'Amboyse, escuyer, seigneur de Chevillon : c'est assavoir la VIII, X, XI et XIII....
D'autre part, Pierre Bayle signalait dans son Dictionnaire historique et critique, paru en 1696, (p.176), que Michel d'Amboise avait mis en vers français quatre satires de Juvénal qui furent imprimées dès 1542.
Dans son livre : « Remarques historiques sur le dictionnaire de Bayle », p. 113, l’éminent savant, et philologue, Philippe-Louis Joly, écrivait en 1748 :
Le P. Niceron n’a pas connu un ouvrage intitulé : Deux Satyres du renommé Poête Juvenal, tranflatées de Latin en Français par Michel d’Amboife. C’eft à fçavoir la V & VI. non encore veuës ci-devant. Paris, l’Angelier, 1548, in-12.